# 국민안전체험센터
국민안전체험센터(National Safety Experience Center)는 대한민국의 비영리기관으로 재난상황에서 대처할 수 있는 ‘몸으로 기억하는 안전체험’인 생애 주기별 안전교육과 영역별 안전체험을 제공하는 안전체험센터이다.